# Alpha Regio
Alpha Regio is een regio op de planeet Venus. Regio (planetaire geologie) werd in 1979 genoemd naar Alpha, de eerste letter in het Grieks alfabet.
De regio heeft een diameter van 1897 kilometer en bevindt zich in vier quadrangles, het gelijknamige quadrangle Alpha Regio (V-32) en de quadrangles Carson (V-43), Kaiwan Fluctus (V-44) en Lavinia Planitia (V-55).
Alpha Regio is een van de eerste structuren die in 1964 op het oppervlak van Venus werden geïdentificeerd. De regio werd ontdekt en benoemd door de Amerikaanse astronoom Richard Goldstein. De naam werd goedgekeurd door de Working Group for Planetary System Nomenclature (WGPSN) van de Internationale Astronomische Unie (IAU) tussen 1976 en 1979. Maxwell Montes, Alpha Regio en Beta Regio zijn de enige drie uitzonderingen op de regel dat de oppervlaktestructuren van Venus naar vrouwen of godinnen moeten worden genoemd. 
Het oppervlak van de regio is wat bekend staat als tessera, wat een terrein betekent dat sterk vervormd is met een vervorming die in meerdere richtingen verspreid is en dicht bij elkaar ligt. De term komt van het Griekse woord tessera voor 'betegeld' (Russische onderzoekers die beelden van Venera 15 en Venera 16 analyseerden, dachten dat dit terrein op een parketvloer leek). Zoals alle tessera-regio's, bevindt het zich boven het omliggende terrein op een hoogte van 1 tot 2 kilometer en is het zwaar vervormd door wat lijkt op samentrekkende vouwen. Zoals de meeste tessera-terreinen, lijken de omringende vulkanische vlaktes rond de randen van Alpha te hebben gestroomd en zijn ze dus jonger dan Alpha.
Een infraroodkaart die is gemaakt door de Venus Express-orbiter, laat zien dat de rotsen op het Alpha Regio-plateau lichter van kleur zijn en er oud uitzien in vergelijking met het grootste deel van de planeet waardoor aangenomen wordt dat dit de oudste structuren op Venus zijn, hooguit een miljard jaar oud.